# Косинець (сузір'я)

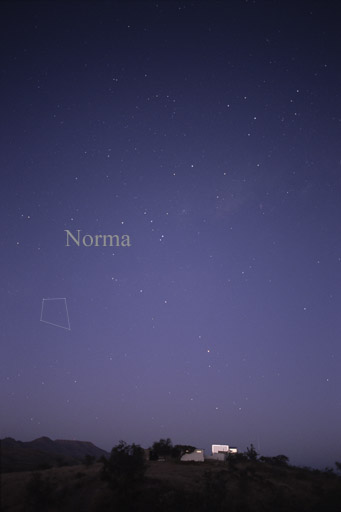
Косинець неозброєним оком

Коси́нець (лат. Norma) — сузір'я у південній півкулі зоряного неба. Через нього проходять обидві гілки Чумацького Шляху. Сузір'я містить 42 зорі, видимі неозброєним оком, але не має зір, яскравіших 4,0 видимої зоряної величини. Видиме на півдні України.
Сузір'я було виділене без назви Лакайлем 1754 року, до цього сузір'я були включені зірки, що раніше відносили до сузір'їв Вовка, Жертовника і Скорпіона. В 1756 році Лакайль запропонував для нього назву «Косинець і Рівень» (фр. l'Equerre et la Regle) — інструменти архітектора. При латинизації назви вона була скорочена до Norma.
Завдяки своєму розташуванню на Чумацькому Шляху сузір'я містить багато об'єктів далекого космосу: розсіяні скупчення NGC 6087 — найяскравіше в Косинці, NGC 6067, планетарна туманність SP-1.